# Eslöv (stacja kolejowa)
Eslöv – stacja kolejowa w Eslöv, w regionie Skania, w Szwecji. Pierwszy dworzec został zbudowany w 1858, drugi w 1866, a trzeci w 1914 i istnieje do dziś. W 1986 uznano go za zabytek narodowy.